# Charles Piazzi Smyth
Charles Piazzi Smyth   (Nàpols, 3 de gener de 1817 - Ripon, 21 de febrer de 1900) va ser Astrònom Reial d'Escòcia del 1846 al 1888, conegut per les seves innovacions en l'astronomia i sobre els seus estudis de la Gran Piràmide de Giza.

## Vida
Charles Piazzi Smyth va néixer a Nàpols, fill de l'Almirall William Henry Smyth i la seva esposa Annarelia. La família es va establir a Bedford (Anglaterra), a on hi ha un observatori, en el que Smyth va rebre les seves primeres lliçons d'astronomia. A l'edat de setze anys es va convertir en un assistent de Sir Thomas Maclean al Cap de Bona Esperança, on va observar el Cometa de Halley i el Gran Cometa de 1843.
El 1845 va ser nomenat Astrònom Reial d'Escòcia, amb seu a l'observatori de Calton Hill a Edimburg, i professor d'astronomia a la Universitat d'Edimburg. Poc després del seu nomenament, l'observatori va ser posat sota el control de la Her Majesty's Tresor. Aquí va completar la reducció, i la continuació de la sèrie, de les observacions formulades pel seu predecessor, Thomas James Henderson. El 1853, Smyth va ser responsable de la instal·lació de la "pilota del temps" a la part superior del Monument de Nelson a Edimburg per donar un senyal horari per als vaixells al port d'Edimburg Leith.
En la seva lluna de mel el 1856 va fer observacions experimentals sobre els pics de Tenerife a les Illes Canàries amb la finalitat de provar els avantatges d'un observatori de muntanya. Smyth va fundar el primer observatori de gran alçada, pioner en la pràctica moderna de col·locar telescopis a gran alçada per millorar-ne l'observació.
El 1871 i 1872 Smyth investigar els espectres de l'Aurora polar. El 1877-1878 va construir a Lisboa un mapa de l'espectre solar pel que va rebre el Premi Brisbane Makdougall el 1880. Smyth va dur a terme més investigacions espectroscòpiques a Madeira en el 1880 i a Winchester el 1884, pioner de les tècniques d'infrarojos mitjançant l'estudi de l'astronomia i la calor emesa per la Lluna.

## Investigacions piramidologiques
Les seves teories sobre les piràmide van ser influència de John Taylor. Taylor l'any 1859 va escriure el seu llibre La Gran Piràmide: Per què va ser construïda? I Qui la va construir?. Smyth va ser en una expedició a Egipte, a fi de mesurar amb precisió totes les superfícies, la dimensió i aspecte de la Gran Piràmide. Ell va portar nombrosos equips per a mesurar les dimensions de les pedres, l'angle precís de les seccions, com el pas descendent, i una càmera especialment dissenyada tant per fotografiar l'interior com l'exterior de la piràmide. Utilitzà també altres instruments per fer càlculs astronòmics i determinar la latitud i longitud exacta de la piràmide.
Smyth posteriorment va publicar el seu llibre La Nostra Herència a la Gran Piràmide el 1864 (que va ampliar en els darrers anys amb el titul de La Gran Piràmide: els seus secrets i misteris Revelats). Smyth va afirmar que les mesures obtingudes a partir de la Gran Piràmide de Giza indiquen la unitat de longitud, la polzada piramidal, equivalent a 1,001 polzades angleses, que podria haver estat la mesure estàndard de la piràmide pels seus arquitectes. D'això, extrapola una sèrie d'altres mesures, com la pinta de la piràmide, el sagrat colze, i l'escala de temperatures de la piràmide.
Smyth defensa i creu que la piràmide era una polzada mesure que Déu havia donat i dictat a través dels segles, i que els arquitectes de la piràmide només podrien haver estat dirigits per la mà de Déu. Per donar suport a aquesta teoria Smyth va dir que, en el mesurament de la piràmide, va trobar el nombre de polzades en el perímetre de la base d'una i mil vegades igualat el nombre de dies en un any, i es va trobar una relació numèrica entre l'altura de la piràmide en polzades per la distància des de la Terra al Sol, mesura en milles. També va avançar la teoria que la Gran Piràmide era un dipòsit de profecies, que podia ser revelada per mesuraments detallats de l'estructura. En el treball sobre les teories de Taylor, especula que els Hyksos són el poble hebreu, i que van construir la Gran Piràmide, sota la direcció de Melquisedec. Com que la piràmide era una unitat de mesura, la polzada divina, segons Smyth, un compromès defensor dels israelites britànics, va utilitzar les seves conclusions com a argument en contra de la introducció del sistema mètric a la Gran Bretanya. Durant gran part de la seva vida fou un gran opositor del sistema mètric, que considera un producte de la ment dels ateus francesos radicals, una posició defensada en moltes de les seves obres.
Smyth, malgrat la seva mala reputació en els cercles egiptològics d'avui, va fer una valuosa tasca a Giza. Ell va fer la mesura més exacta de la Gran Piràmide de qualsevol navegador que havia fet fins aquell moment, i va fotografiar els passatges interiors, amb llum de magnesi, per primera vegada. Smyth a resultat del seu treball en molts plànols i càlculs, que van ser incorporats a la major brevetat les seves librosNostra Herència a la Gran Piràmide, els tres volums deVida i el Treball a la Gran Piràmide(1867), yEl intel·lectual de l'antiguitat l'home(1868). Per la seva obra va ser guardonat amb un metall d'or de la Royal Society d'Edimburg, però en 1874, la Royal Society va rebutjar el seu paper en el disseny de la piràmide de Khufu, ja que havia Taylor. El rebuig de les seves idees van contribuir a la dimissió del seu càrrec com Astrònom Real el 1888.

## Influència de les teories de Smyth
Les teories de Smyth sobre les profecies de la gran piràmide van ser integrades en les obres i profecies de Charles Taze Russell, qui va fundar el moviment dels Estudiants de la Bíblia, més coneguts avui com a Testimonis de Jehovà. En els seus llibres, Russell qualificar a la gran piràmide com el testimoni de pedra. Posteriorment, el seu successor Joseph Rutherford abandonar les teories sobre la gran piràmide.
Les teories de Taylor i Smyth van guanyar molts seguidors i detractors en el camp de l'egiptologia durant el 1800, però a finals del segle xix havia ja perdut la major part del seu principal suport científic. El cop final a la teoria el va donar el gran egiptòleg William Matthew Flinders Petri, qui inicial-ment havia estat un gran defensor. Petri, quan va anar a Egipte l'any 1880 per portar a terme noves mesures, va comprovar que la piràmide era més petita del que es creia anteriorment. Aquest fet va soscavar la teoria, que Petri va rebutjar.

## Mort
Smyth va morir el 1900 i va ser enterrat a l'Església de Sant Joan a la vila de Sharow prop de Ripon. Una petita piràmide de pedra en forma de monuments, coronat per una creu cristiana, les marques de la seva tomba. El cràter Piazzi Smyth a la Lluna porta el seu nom.